# El Periódico (Barcellona)
El Periódico, precedentemente noto come El Periódico de Catalunya, è un quotidiano spagnolo, stampato a Barcellona, distribuito principalmente nella regione della Catalogna.

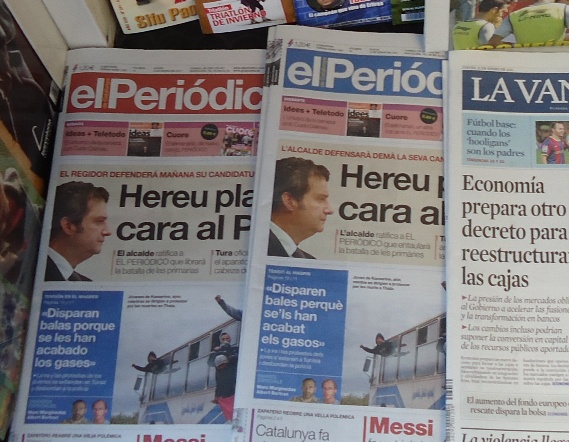
Copie di El Periodico, in rosso l'edizione in castigliano, in azzurro quella in catalano.

È pubblicato in due edizioni, una in lingua spagnola, riconoscibile per la testata a caratteri bianchi su sfondo rosso, e una in catalano, dalla testata con sfondo blu. Le due edizioni in totale raggiungono le 150 000 copie vendute, risultando il secondo giornale della regione dopo La Vanguardia.

## Storia
Il giornale fu fondato nel 1978 da Antonio Asensio Pizarro, con l'idea di offrire una rivista in spagnolo per i catalani svincolata tuttavia dalle istanze separatista. Dal 20 ottobre 1997 esce nella doppia versione spagnola e catalana, grazie a cui accedette agli aiuti economici erogati dalla regione autonoma.
È membro del MIDAS.

## Direttori
- 1978-1982: Antonio Franco.
- 1982-1984: Ginés Vivancos.
- 1984-1988: Enrique Arias Vega.
- 1988-2001: Antonio Franco.
- 2001-2010: Rafael Nadal Farreras.
- 2010-2019: Enric Hernández.
- 2019-2020: Anna Cristeto
- 2020: Albert Sáez

## Premio Catalán del Año
- 2000: Ernest Lluch
- 2001: Pau Gasol
- 2002: Manuela de Madre.
- 2003: Ferran Adrià
- 2004: Joan Manuel Serrat
- 2005: Joan Massagué
- 2006: Neus Català
- 2007: Pasqual Maragall
- 2008: Vicente Ferrer i Moncho
- 2009: Josep Guardiola.
- 2010: David Miret
- 2011: Joaquim Maria Puyal
- 2012: Josep Sánchez de Toledo
- 2013: Josefina Castellví
- 2014: Lucía Caram
- 2015: Òscar Camps
- 2016: Oriol Mitjà
- 2017: Josep Maria Pou
- 2018: non celebrato
- 2021: Jaume Plensa